# Raymond d'Aguilers
Raymond d'Aguilers était le chapelain de Raymond de Saint-Gilles, comte de Toulouse, au cours de la Première Croisade. Il a laissé de cette aventure une chronique en latin : Historia Francorum Qui Ceperunt Iherusalem (Histoire des Francs qui ont pris Jérusalem).